# Moti nave

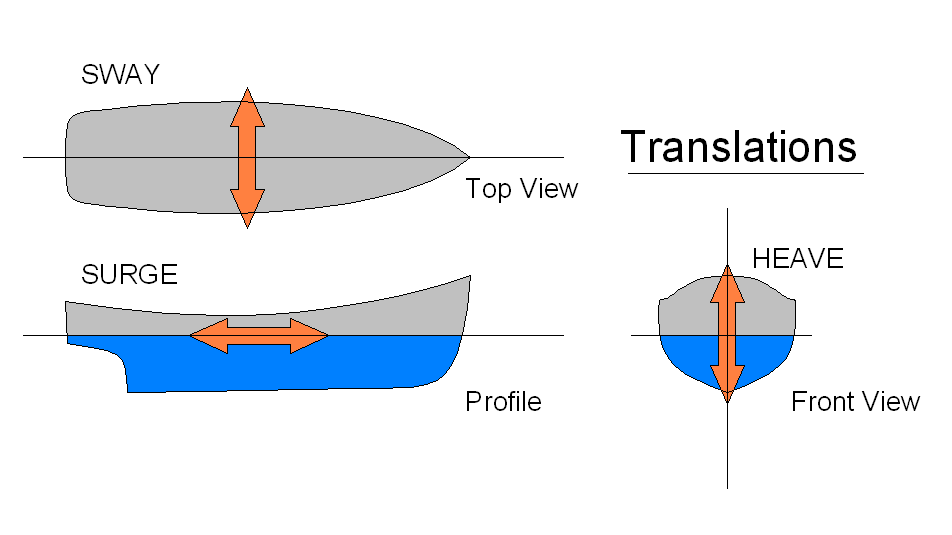
Le tre traslazioni cui è soggetto un galleggiante: surge (abbrivo), sway (deriva) e heave (sussulto)

Con il nome generale di moti nave sono indicati tutti i possibili atti di moto puri che una nave e più in generale un galleggiante può compiere rispetto al proprio riferimento solidale, detto riferimento nave. Essi sono:
- Traslazioni:
  - abbrivio o avanzo[1] (surge), lungo l'asse longitudinale X
  - deriva (leeway, sway), lungo l'asse trasversale Y
  - sussulto (o heave), lungo l'asse verticale Z

- Rotazioni:

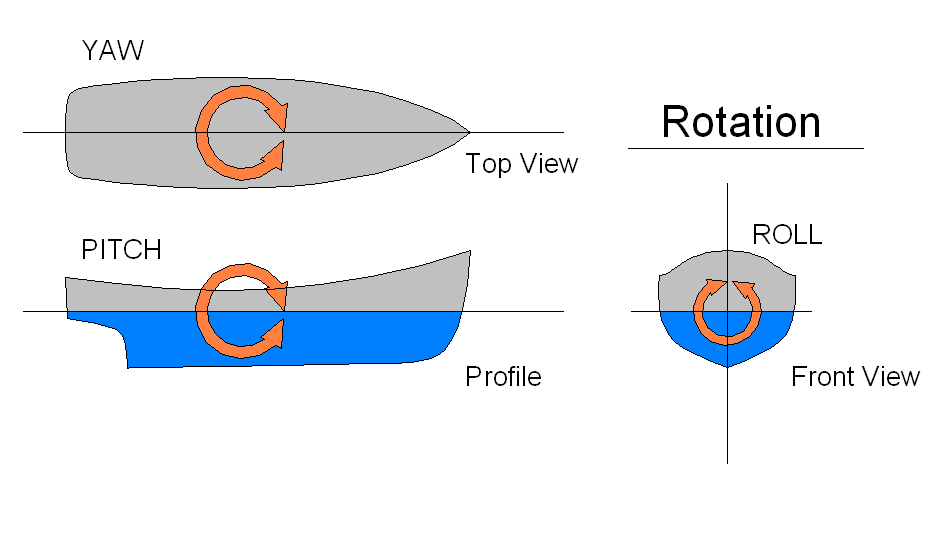
Le tre rotazioni cui è soggetto un galleggiante: roll (rollio), pitch (beccheggio) e yaw (imbardata)

  - rollio (o roll), attorno all'asse longitudinale X, detto anche di rollio
  - beccheggio (o pitch), attorno all'asse trasversale Y, detto anche asse laterale o di beccheggio
  - imbardata (o yaw), attorno all'asse verticale Z, detto anche di imbardata

I moti caratterizzati da una reversibilità naturale e dunque oscillatori sono rollio, beccheggio e sussulto.
I moti invece non reversibili senza un intervento correttivo esterno sono avanzo, deriva e imbardata, che rappresentano infatti i tre moti la cui combinazione e il cui controllo definisce la rotta.